# فرانسزگ ماسیا
فرانسِزگ ماسیا (کاتالونیایی: Francesc Macià؛ ‏تلفظ در کاتالان: [fɾənˈsɛzg]؛ ‏ ۲۱ سپتامبر ۱۸۵۹ – ۲۵ دسامبر ۱۹۳۳) سیاستمدار و افسر نظامی اهل اسپانیا بود.
وی صد و بیست و دومین رئیس‌جمهور دولت کاتالونیا از دسامبر ۱۹۳۲ تا دسامبر ۱۹۳۳ بوده‌است.